# أشيري
أشيري هي بلدة فرنسية تقع في إقليم أن في منطقة أوت دو فرانس شمال فرنسا.